# Cyphanthidium intermedium
Cyphanthidium intermedium är en biart som beskrevs av Pasteels 1969. Cyphanthidium intermedium ingår i släktet Cyphanthidium och familjen buksamlarbin. Inga underarter finns listade i Catalogue of Life.